# Пенемюнде
 Тази статия е за общината в Германия.  За едноименния военен полигон вижте Полигон Пенемюнде.  
Пенемюнде (на немски: Peenemünde) е град (с морско пристанище) и община на балтийския остров Узедом в амт Узедом-Север, провинция Мекленбург-Предна Померания, Германия.
Известен е с военния си полигон, където е разработена първата в света ракета с течен ракетен двигател „Фау-2“.

## География
Селото и пристанището му се намират в западния край на дълга пясъчна коса, където река Пене се влива в Балтийско море, в северозападната част на остров Узедом. На юг граничи с курортното селище Карлсхаген.
Пристанището на Пенемюнде може да бъде достигнат чрез ферибот по река Пене. В селището има железопътна гара, която е и крайна спирка по линията до Циновиц. Селището разполага и с летище.

## История
През 10 и 11 век Пенемюнде е част от регионът Цирципания, който е населен от цирципани, западнославянско племе. Цирципания е включена в Билунгската марка на Свещената римска империя през 936 г., но влиянието на империята в региона намалява към края на същия век след успешно славянско въстание. В края на 12 век след кръстоносния поход против славяните, регионът попада под властта на херцогство Померания. През 13 век по-голямата чатс от Цирципания преминава под властта на маркграфство Бранденбург.
През Втората световна война регионът е силно ангажиран в разработката и производството на ракетата Фау-2, преди производството да бъде преместено в Нордхаузен. Доковете на пристанището са използвани за кораби, които връщат разбитите Фау-2 от тестовите изстрелвания над Балтийско море. Немските учени като Вернер фон Браун, които работили на полигона, са били наричани Пенемюндци. Целият остров е превзет от Червената армия на 5 май 1945 г. Газовият завод за производство на течен кислород все още е в руини на входа на Пенемюнде.
Следвоенното пристанище става съветска военноморска база до 1952 г., когато е прехвърлено под контрола на Източна Германия. Пристанищните съоръжения след това се използват от източногерманската морска полиция (на немски: Seepolizei). На 1 декември 1956 г. в Пенемюнде се установява щаба на Първи флот на източногерманските ВМС (Фолксмарине).
Люлката на съвременната ракетно инженерство днес може да се види в Историко-техническия музей в Пенемюнде. Той се намира на Европейския път на индустриалното наследство и функционира от 1992 г. насам в електроцентралата на бившия полигон. В него може да се видят екземпляри Фау-1 и Фау-2.